# Литий-никель-кобальт-алюминий-оксидный аккумулятор
Литий-никель-кобальт-алюминий-оксидный аккумулятор (LiNiCoAlO2, NCA) — тип электрического аккумулятора, являющийся разновидностью литий-ионного аккумулятора, в котором катод изготавливается из сплавов оксида лития, никеля, кобальта, алюминия. Разработан в 1999 году.

## Характеристики
- Удельная плотность энергии: 200—260 (Вт•ч/кг)[1]
- Число циклов заряд-разряд: 500.
- Напряжение
  - максимальное: 4,2 В
  - рабочее: 3,6 В
  - минимальное: 3,0 В

## Применение
Преимуществами аккумуляторов данного типа являются высокая удельная энергоемкость, длительный срок службы и высокая удельная мощность. Они применяются в промышленности, электротранспорте, медицинской технике.